# Hiệp ước Fontainebleau (1814)
Hiệp ước Fontainebleau là một thỏa thuận được hình thành ở lâu đài Fontainebleau, Pháp vào ngày 11 tháng 4 năm 1814, giữa Napoleon I và các đại diện từ Đế quốc Áo, Nga, và Phổ. Hiệp định được ký kết tại Paris vào ngày 11 tháng 4 bởi các đại diện toàn quyền của cả hai bên và được Napoléon phê chuẩn vào ngày 13 tháng 4 . Với hiệp ước này, các đồng minh đã chấm dứt quyền cai trị của Napoléon là hoàng đế của Pháp và đưa ông ta lưu vong tới đảo Elba.

## Mở đầu
Trong Chiến tranh Liên minh thứ sáu (1812-1814), liên minh Áo, Phổ, Nga, Thụy Điển, Anh Quốc và một số bang của Đức đánh đuổi Napoleon ra khỏi Đức năm 1813. Năm 1814, trong khi Vương quốc Anh, Tây Ban Nha và Bồ Đào Nha xâm chiếm nước Pháp vượt qua dãy núi Pyrénées, Nga, Áo và các đồng minh của họ xâm chiếm nước Pháp băng qua sông Rhein và sau Trận chiến Paris, bắt đầu đàm phán với các thành viên của chính phủ Pháp về việc thoái vị của Napoléon Bonaparte.
Vào ngày 31 tháng 3, các cường quốc Liên minh đã đưa ra tuyên bố cho quốc gia Pháp:
Các cường quốc đồng minh đang chiếm đóng Paris, họ sẵn sàng để nhận lời tuyên bố của nước Pháp. Họ tuyên bố rằng, nếu điều không thể thiếu được là các điều kiện hòa bình cần phải có sự đảm bảo mạnh mẽ hơn, khi nó cần thiết để kiềm chế tham vọng của Napoléon, chúng sẽ trở nên lợi ích hơn khi một chính phủ khôn khéo hơn trở lại, Pháp tự nó đảm bảo yên tĩnh. Các quốc gia liên minh có chủ quyền tuyên bố, vì vậy, họ sẽ không đàm phán với Napoléon cũng như bất cứ người nào trong gia đình ông; rằng họ tôn trọng sự toàn vẹn lãnh thổ của nước Pháp cũ, như nó đã tồn tại dưới quyền các vị vua hợp pháp của nó - họ thậm chí có thể đi xa hơn, vì họ luôn luôn tuyên xưng nguyên tắc, rằng vì hạnh phúc của châu Âu, Pháp cần phải lớn và mạnh; rằng họ công nhận và sẽ đảm bảo một hiến pháp như quốc gia Pháp có thể tự cho mình. Họ mời, do đó, Thượng viện chỉ định một chính phủ lâm thời, có thể cung cấp cho các nhu cầu quản trị, và thiết lập một hiến pháp mà có thể phù hợp với người Pháp. Những ý định mà tôi vừa trình bày được chia sẻ bởi tôi với tất cả các thế lực đồng minh.— Alexander, Paris, 31 tháng 3 năm 1814: 3h chiều

Vào ngày 1 tháng 4, hoàng đế Nga Alexander I đích thân nói với thượng viện Pháp những điều tương tự như tuyên bố ngày hôm trước, và như một cử chỉ thiện chí, tuyên bố, sẽ giải phóng ngay lập tức 150.000 tù binh Pháp đã bị Nga bắt giữ từ Cuộc xâm lược của Pháp vào Nga hai năm trước đó (năm 1812). Ngày hôm sau, Thượng viện Pháp đồng ý với các điều khoản của Liên minh và thông qua một nghị quyết phế truất Napoleon. Họ cũng thông qua một nghị định ngày 5 tháng 4, biện minh cho hành động của họ, và kết thúc như sau:
... Nghị viện tuyên bố và ban hành như sau: -1. Napoleon Buonaparte bị phế truất khỏi ngôi vị, và quyền thừa kế trong gia đình của ông ta bị bãi bỏ. -2. Người Pháp và quân đội được cởi gỡ khỏi lời tuyên thệ trung thành của họ với ông ta. -3. Nghị định hiện hành sẽ được chuyển cho các tỉnh và quân đội, và được công bố ngay lập tức tại tất cả các khu vực thuộc thủ đô. "— Moniteur, 5 tháng 4 1814

Trong ngày 3 tháng 4 năm 1814, lời tuyên bố đã đến tai Napoleon ở Cung điện Fontainebleau rằng, Thượng viện Pháp đã hạ bệ ông ta. Khi lực lượng Liên minh tuyên bố công khai quan điểm của họ rằng cuộc cãi vã là giữa họ với Napoléon chứ không phải với người Pháp, Napoléon gọi kế hoạch của họ là lừa phỉnh và chịu từ bỏ để nhường ngôi cho con trai mình, với Hoàng hậu Maria Ludovica làm người nhiếp chính.
Ba đại diện toàn quyền mang điều kiện thoái vị này tới các đại diện liên minh:
Các cường quốc liên minh đã tuyên bố Hoàng đế Napoleon là trở ngại duy nhất cho việc tái thiết lập hòa bình ở châu Âu, - Hoàng đế Napoleon, trung thành với lời thề của ông, tuyên bố rằng ông sẵn sàng từ bỏ ngôi vị, để rời khỏi Pháp, và thậm chí cả cuộc sống bản thân ông, vì lợi ích của đất nước, không thể tách rời với quyền của con trai ông, quyền nhiếp chính của Nữ hoàng, và việc duy trì các luật lệ của đế quốc.— Napoleon: Fontainebleau, 4 tháng 4 năm 1814

Trong khi những đại diện toàn quyền đang đi đến để truyền tải thông điệp của họ, Napoleon nghe rằng Auguste Marmont đã đặt quân đội của ông vào một vị trí tuyệt vọng và sự đầu hàng của họ là không thể tránh khỏi. Các đại diện Liên minh không muốn thỏa hiệp và bác bỏ đề nghị của Napoléon:
Một Hoàng hậu làm nhiếp chính và con trai bà, nghe có vẻ hay, tôi thừa nhận; Nhưng Napoleon vẫn còn - đó là điều khó khăn. Ông ta sẽ hứa giữ im lặng ở nơi ẩn dật được chỉ định cho ông ta một cách vô ích. Bạn biết thậm chí nhiều hơn tôi hoạt động tàn nhẫn của ông, tham vọng của ông. Một buổi sáng đẹp trời nào đó ông sẽ đặt mình làm người đứng đầu quyền nhiếp chính, hoặc tại chỗ của nó: sau đó cuộc chiến tranh sẽ khởi động lại, và tất cả châu Âu sẽ bốc cháy. Nỗi sợ hãi của sự xuất hiện như vậy sẽ buộc các đồng minh phải tiếp tục giữ quân đội của họ, và do đó làm nản lòng mọi ý định của họ trong việc tạo ra hòa bình.— Hoàng đế Alexander

Với sự bác bỏ việc thoái vị có điều kiện của mình, và không có lựa chọn quân sự nào còn lại cho ông, Napoleon cúi đầu trước điều không tránh khỏi:
Các cường quốc liên minh tuyên bố Hoàng đế Napoleon là trở ngại duy nhất cho việc tái thiết lập một hòa bình chung ở châu Âu, Hoàng đế Napoleon, trung thành với lời tuyên thệ của ông, tuyên bố rằng ông từ bỏ, cho chính ông và người thừa kế của ông ngôi vua của Pháp và Ý; và rằng không có hy sinh cá nhân, thậm chí cả chính cuộc sống, mà ông không sẵn sàng làm vì lợi ích của Pháp.— Napoleon: Fontainebleau, 6 tháng 4 năm 1814

Trong vài ngày tới khi quyền lực ông ở Pháp chấm dứt, hiệp ước chính thức được đàm phán và ký bởi các đại diện toàn quyền ở Paris vào ngày 11 tháng 4, và được phê chuẩn bởi Napoleon vào ngày 13 tháng 4.

## Điều khoản

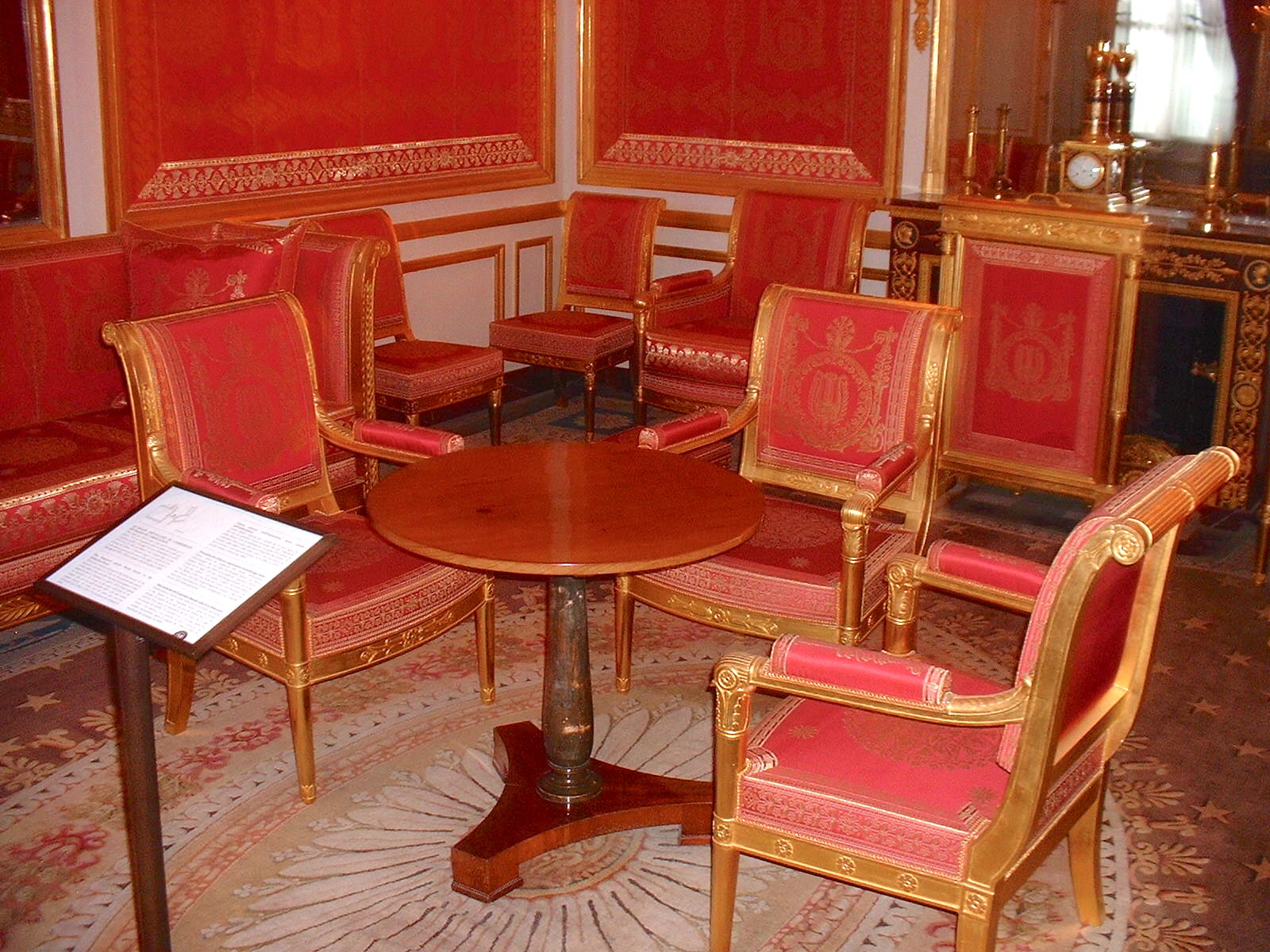
Căn phòng tại Cung điện Fontainebleau nơi mà Hiệp ước đã được ký)

Thoả thuận này có tổng cộng 21 điều. Dựa trên các điều khoản quan trọng nhất của hiệp định, Napoléon đã bị tước mất quyền lực của mình như là cai trị của Đế chế Pháp, nhưng cả Napoléon và Maria Ludovica của Áo đều được phép giữ riêng từng người chức tước hoàng đế và hoàng hậu. Hơn nữa, tất cả những người kế nhiệm Napoleon và các thành viên trong gia đình đều bị cấm nắm giữ quyền lực ở Pháp.
Hiệp ước cũng đã thiết lập đảo Elba như là một lãnh địa riêng biệt được trị vì bởi Napoleon. Chủ quyền và cờ của Elba đã được công nhận bởi các quyền lực nước ngoài trong hiệp định, nhưng chỉ có Pháp mới được phép thuần hóa hòn đảo này.
Trong một nguyên lý của hiệp định, Công tước Parma, Công tước Placentia, và Công tước Guastalla được nhượng cho Hoàng hậu Maria Ludovica. Hơn nữa, con cháu trực tiếp của Hoàng hậu Maria Ludovica được biết đến như là Công tử xứ Parma, Placentia, và Guastalla. Trong các phần khác của hiệp ước, thu nhập hàng năm của Hoàng hậu Josephine giảm xuống còn 1.000.000 franc và Napoleon phải giao lại tất cả các tài sản của mình ở Pháp cho vương miện Pháp, và nộp tất cả các đồ trang sức vương miện cho Pháp. Ông được phép mang theo 400 người đàn ông để làm vệ sĩ cá nhân cho mình.
Những ngưới ký kết là Caulaincourt, Công tước xứ Vicenza, Marshal MacDonald, Công tước Tarentum, Marshal Ney, Công tước Elchingen, Hoàng tử Metternich, Nesselrode và Baron Hardenberg.

## Vị trí của Anh

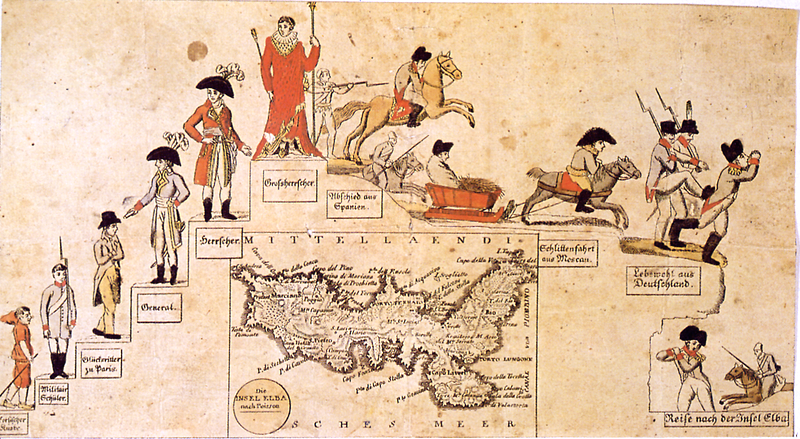
Hí họa "The Rise and Fall of Napoleon" (sự vươn lên và sụp đổ của Napoleon) do Johann Michael Voltz vẽ thực hiện theo sau Hiệp ước Fontainebleau - ở mặt phía dưới có thể thấy bản đồ Elba.

Vị trí của Anh là nước Pháp đang trong tình trạng nổi loạn và Napoléon Bonaparte là một kẻ cướp ngôi. Lord Castlereagh giải thích rằng ông sẽ không ký thay mặt cho vương quốc Anh vì làm như vậy sẽ nhận ra tính hợp pháp của Napoléon như là hoàng đế của Pháp và rằng để ông lưu vong đến một hòn đảo mà ông có chủ quyền, mà chỉ là một khoảng cách ngắn từ Pháp và Ý, cả hai đều có các phe cánh Jacobin mạnh, có thể dễ dàng dẫn tới xung đột thêm.

## Vụ trộm
Vào năm 2005, hai người Mỹ, cựu giáo sư sử học John William Rooney (74 tuổi) và Marshall Lawrence Pierce (44 tuổi), bị tòa án Pháp buộc tội đánh cắp một bản sao của Hiệp ước Fontainebleau từ Cơ quan Lưu trữ Quốc gia Pháp giữa năm 1974 và năm 1988. Việc trộm cắp được tiết lộ vào năm 1996 khi một người quản lý của Cục lưu trữ Quốc gia Pháp phát hiện ra rằng Pierce đã đưa tài liệu này ra để bán tại Sotheby's. Rooney và Pierce đã nhận tội tại Hoa Kỳ và bị phạt tiền (tiền phạt 1.000 đô la cho Rooney và 10.000 đô la cho Pierce). Tuy nhiên, họ không bị dẫn độ về Pháp để ra tòa ở đó. Bản sao của hiệp ước, cùng với một số tài liệu khác (bao gồm cả thư của vua Louis XVIII của Pháp) đã được Rooney và Pierce thu thập từ Văn khố Quốc gia của Pháp đã được Hoa Kỳ trả lại vào năm 2002.